# Bystřina (přírodní rezervace)
Bystřina je přírodní rezervace, která byla vyhlášena v roce 1992. Rozkládá se v délce více než 4 km podél stejnojmenného potoka a zároveň podél hranice se SRN severovýchodně od města Hranice u Aše v okrese Cheb (Karlovarský kraj). Území pokrývá plochu 49 ha v nejsevernější části Ašského výběžku na katastru obcí Hranice u Aše a Trojmezí.
Přírodní rezervace byla s účinností od 1. července 2020 zrušena a nahrazena národní přírodní památkou Bystřina – Lužní potok.

## Předmět ochrany
Důvodem ochrany je zachování ekosystému oligotrofních vod s populací perlorodky říční (Margaritifera margaritifera). Toto území je významným biocentrem a svým významem přesahuje území České republiky. Přírodní rezervace je zároveň součástí evropsky významné lokality Bystřina – Lužní potok (Natura 2000), která je od 22. prosince 2004 vymezena na ploše 1129,6 ha v katastrálních územích Hranice u Aše, Krásná, Pastviny u Studánky, Štítary u Krásné, Trojmezí a Újezd u Krásné. Tato lokalita v prostoru bavorsko-česko-saského trojzemí spojuje dvě menší chráněná území: přírodní rezervaci Bystřina a národní přírodní památku Lužní potok. Vzhledem k překryvu s lokalitou soustavy Natura 2000 je kromě životaschopné populace perlorodky říční a dalších druhů biocenózy oligotrofních proudících vod předmětem ochrany též kriticky ohrožený hnědásek chrastavcový a mihule potoční.

## Ohrožení biotopu
Významnou příčinou ohrožení biotopu perlorodky říční v oblasti přírodní rezervace Bystřina je splavování jemného sedimentu, ke kterému dochází povrchovou erozí na okolních pozemcích. Ke zhoršení životního prostředí perlorodek vede též splavování minerálních látek, tvorba potočního bahna, okyselování vody a tvorba tzv. železného okru. Byly vysloveny i obavy ohledně negativního vlivu zvýšeného provozu na nově vybudovaném obchvatu silnice II/217 Hranice - Ebmath, která prochází územím poblíž nejvýchodnějšího výběžku přírodní rezervace.
Podmínkou výskytu perlorodky říční je zachování stabilizovaných lesních a lučních biotopů v blízkosti potoků a v celém jejich povodí. Pro vývoj larev těchto měkkýšů je zároveň nezbytná přítomnost pstruha potočního, případně i lososa obecného, v jejichž žábrách se larvy dočasně vyvíjejí.